# Lagonosticta larvata
Lagonosticta larvata là một loài chim trong họ Estrildidae.